# لا ریبا
لا ریبا (به اسپانیایی: La Riba) یک شهرستان در اسپانیا است که در استان تاراگونا واقع شده‌است.